# Mare de Déu del Carme de Batet
La Mare de Déu del Carme és una capella del poble de Batet, al municipi de Ribes de Freser (Ripollès), protegida com a Bé Cultural d'Interès Local.

## Descripció

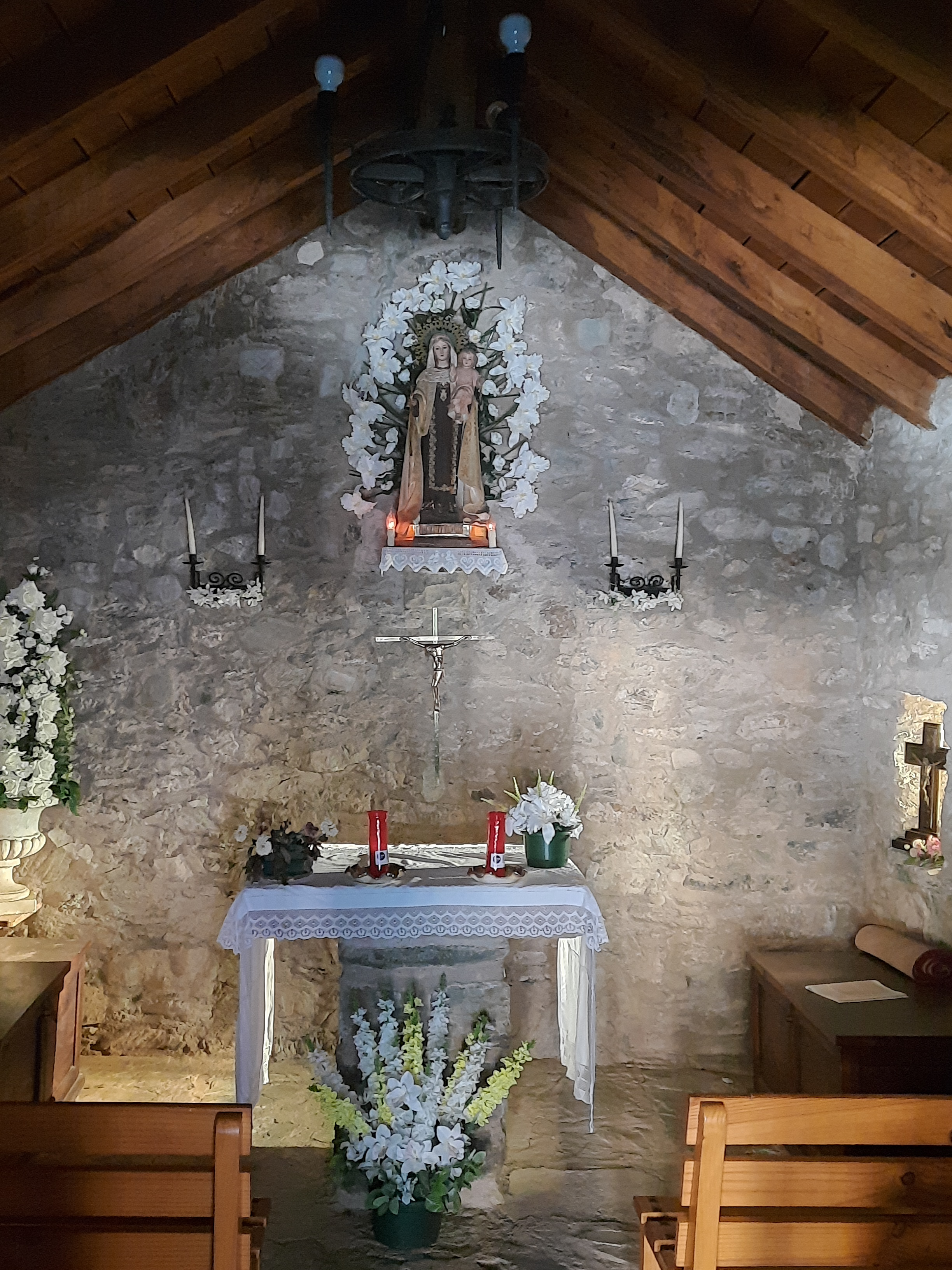

La capella de la Mare de Déu del Carme, és un petit edifici de planta rectangular, edificat sobre un penyal en el mig del veïnat de Batet. Els seus murs són de pedra rústega i la seva coberta de llicorella del país. Té un petit campanaret d'espadanya damunt de l'atri. L'element més interessant és l'atri reposador amb bancs laterals abans de l'entrada de la capella.
Per la part posterior, l'església s'aboca vers un penya-segat.
A principis del segle XXI l'església va ser restaurada.

## Història
Hom pensa que la capella del Carme de Batet, va lligada a la vida i història del veïnat. La distribució de la seva façana troba paral·lels en altres capelles de la comarca, com a les de Dolors i el Remei a Villallonga, Sant Antoni a Ribes, o la Salut a Vallfogona; o sigui, porta rectangular amb llinda amb inscripció, dues finestres laterals al costat de la porta i un ull de bou al damunt.
Malgrat l'aspecte rústec i antic de la capella, aquesta es degué construir entre els segles XVII i XVIII, essent més o menys coetànies de les esmentades.